# Natacha Atlas
Natacha Atlas (født 20. marts 1964 i Bruxelles) er en belgisk musiker, der forbinder arabiske og afrikanske elementer med moderne elektronisk musik. Hendes familie har rødder i Egypten, Palæstina og Storbritannien, og gennem det meste af sit liv har hun rejst omkring i verden med udgangspunkt i sine skiftende hjem i Bruxelles, Grækenland, Egypten og Storbritannien. De mange forskellige kulturer har i høj grad påvirket hende og hendes musik.
Ved siden af sine soloprojekter er Natacha Atlas sangerinde i gruppen Transglobal Underground. Hun arbejder desuden sammen med bl.a. Sinead O'Connor, Jean Michel Jarre, Nitin Sawhney, Peter Maffay, Peter Gabriel, Nigel Kennedy, Mick Karn, Sarah Brightman, Indigo Girls, Jah Wobble, Jaz Coleman, Yasmin Levy og Franco Battiato.

## Diskografi
- Diaspora (1995)
- Halim (1997)
- Gedida (1998)
- Ayeshteni (2001)
- Foretold in the Language of Dreams (2002, med Marc Eagleton Project)
- Something Dangerous (2003)
- The Best of Natacha Atlas (2005)
- Mish Maoul (2006)
- Ana Hina (2008)
- Mounqaliba (2010)

## Weblinks
- Wikimedia Commons har flere filer relateret til Natacha Atlas
- Werke von und über Natacha Atlas i det tyske nationalbiblioteks katalog
- Natacha Atlas på culturebase.net Arkiveret 13. juni 2010 hos  Wayback Machine

1. ↑  Navnet er anført på engelsk og stammer fra Wikidata hvor navnet endnu ikke findes på dansk.